# Robert Holbrook Smith

Bob Smith

Robert Holbrook Smith, más conocido como Doctor Bob (8 de agosto de 1879-16 de noviembre de 1950), fue un médico estadounidense, cofundador de Alcohólicos Anónimos junto al corredor de bolsa Bill Wilson (más conocido este último como "Bill W").

## Sus orígenes

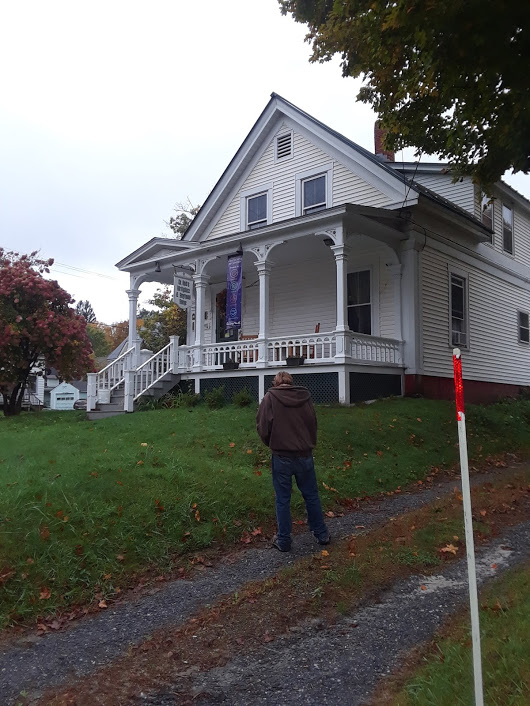
Lugar de nacimiento de Dr. Bob

Smith nació en St. Johnsbury, Vermont, donde se crio con Susan A. (Holbrook) y Walter Perrin Smith. Sus padres lo llevaban a servicios religiosos cuatro veces por semana y, en respuesta, decidió que nunca asistiría a servicios religiosos cuando fuera mayor. Se graduó en la Academia St Johnsbury en 1898 y conoció a su futura esposa, Anne Robinson Ripley.
Smith comenzó a beber ya en la universidad que asistía la Dartmouth College en Hanover, Nuevo Hampshire. Al principio se dio cuenta de que podía recuperarse de sus borracheras más rápido y más fácilmente que sus compañeros de clase y que nunca tenía dolores de cabeza, lo que le incentivó su adicción. Smith era miembro de la fraternidad Kappa Kappa Kappa en Dartmouth. Después de graduarse en 1902, trabajó durante tres años vendiendo en ferreterías en Boston, Chicago y Montreal y continuó bebiendo mucho. Luego regresó a la escuela para estudiar medicina en la Universidad de Míchigan. Para entonces, la bebida había comenzado a afectarlo hasta el punto de que comenzó a faltar a clases. Su bebida le hizo dejar la escuela, pero regresó y aprobó los exámenes de segundo año. Se trasladó al Rush Medical College, pero su alcoholismo empeoró hasta el punto de que convocaron a su padre para intentar frenar su trayectoria descendente. Sin embargo, su consumo de alcohol aumentó y después de un pésimo resultado durante los exámenes finales, la universidad le exigió que permaneciera dos trimestres más y permaneciera sobrio durante ese tiempo como condición para graduarse.
Después de graduarse, Smith se convirtió en interno en un hospital y durante dos años pudo mantenerse lo suficientemente ocupado como para abstenerse de beber en exceso. Se casó con Anne Robinson Ripley el 25 de enero de 1915 y abrió su propia oficina en Akron, Ohio, especializándose en cirugía colorrectal y volvió a beber en exceso. Al reconocer su problema, se internó en más de una docena de hospitales y sanatorios en un esfuerzo por dejar de beber. Se sintió alentado por la aprobación de la Prohibición en 1919 (ley seca), pero pronto descubrió que la exención para el alcohol medicinal y los contrabandistas podían proporcionarle más que suficiente para continuar bebiendo en exceso. Durante los siguientes 17 años, su vida giró en torno a cómo subvertir los esfuerzos de su esposa por dejar de beber y obtener el alcohol que ansiaba mientras intentaba mantener una práctica médica para mantener a su familia y su bebida.

## Su encuentro con Bill W

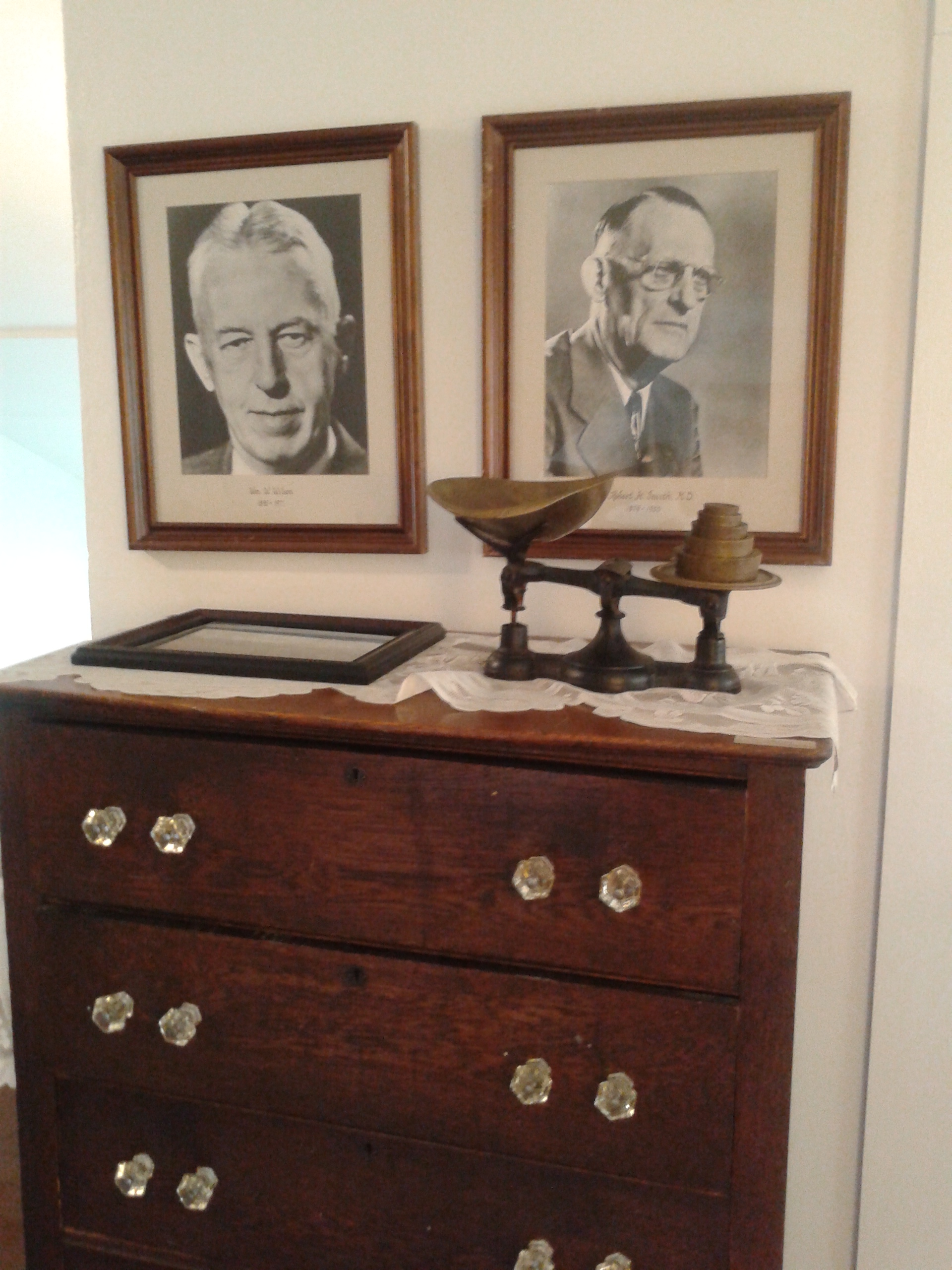
Fotografías de Bill W y Dr. Bob en su propiedad en Akron

En enero de 1933, Bob Smith asistió a una conferencia de Frank Buchman, el fundador del Grupo Oxford. Durante los dos años siguientes, Smith asistió a las reuniones locales del grupo en un esfuerzo por resolver su alcoholismo, pero la recuperación se le resistió hasta que conoció a Bill Wilson el 12 de mayo de 1935. Wilson era un alcohólico que había aprendido a mantenerse sobrio, hasta el momento solo durante un tiempo limitado, a través del Grupo Oxford en Nueva York, y estuvo a punto de descubrir la sobriedad a largo plazo ayudando a otros alcohólicos. Wilson estaba en Akron por un negocio que no había tenido éxito y temía una recaída. Al reconocer el peligro, hizo averiguaciones sobre cualquier alcohólico local con el que pudiera hablar y Henrietta Seiberling, una de las líderes del Grupo Akron Oxford, lo remitió a Smith. Después de hablar con Wilson, Smith dejó de beber e invitó a Wilson a quedarse en su casa. Recayó casi un mes después mientras asistía a una convención profesional en Atlantic City. Al regresar a Akron el 9 de junio, Wilson le dio unas copas para evitar el delirium tremens. Bebió una cerveza a la mañana siguiente para calmar sus nervios y poder realizar una operación, que resultó ser la última bebida alcohólica que tomaría. La fecha, 10 de junio de 1935, se celebra como el aniversario de la fundación de Alcohólicos Anónimos.

## Alcohólicos Anónimos
Junto a Wilson organizó y colaboró en la expansión de AA. El propio Wilson llamó a Smith el "Príncipe de los Duodécimos Pasos" (en alusión al libro de Wilson homónimo) porque ayudó a más de 5000 alcohólicos antes de su muerte. Pudo mantenerse sobrio desde el 10 de junio de 1935 hasta su muerte en 1950 por cáncer de colon. Está enterrado en el cementerio Mount Peace en Akron, Ohio.